# Artzenheim
Artzenheim é uma comuna francesa na região administrativa de Grande Leste, no departamento Alto Reno. Estende-se por uma área de 9,63 km². Em 2010 a comuna tinha 873 habitantes (densidade: 90,7 hab./km²).